# Bill de Blasio
Bill de Blasio, nascido Warren Wilhelm, Jr., (Nova York, 8 de maio de 1961) é um político norte-americano que serviu como prefeito de Nova Iorque de 2014 a 2022. Antes disso, ocupou o cargo de defensor público, de 2010 a 2013, da cidade de Nova Iorque, atuando como mediador entre o eleitorado e o governo da cidade, sendo o primeiro na linha de sucessão ao prefeito.
Ele anteriormente foi membro do Conselho da Cidade de Nova York, representando o 39º distrito, que se localiza no Brooklyn. Nas eleições municipais em 2013, ele foi escolhido o candidato do Partido Democrata em setembro durante as primárias do partido. Em 5 de novembro de 2013, Blasio venceu a eleição geral com mais de 70% dos votos e se tornou em 1º de janeiro de 2014 o primeiro prefeito democrata da cidade em quase vinte anos.

## Início de vida e educação
Warren Wilhelm, Jr. nasceu em 8 de maio de 1961 em Manhattan, Nova York, sendo filho de Maria e Warren Wilhelm. Seu pai tinha ascendência alemã, e seus avós maternos, Giovanni e Anna De Blasio, eram imigrantes italianos da cidade de Sant'Agata de' Goti, localizada na província de Benevento. Ele foi criado em Cambridge, Massachusetts. De Blasio afirma que ele tinha sete anos de idade quando seu pai saiu de casa e oito anos quando seus pais se divorciaram. Em setembro de 2013, De Blasio revelou que seu pai cometeu suicídio em 1979, quando ele estava com um câncer de pulmão incurável.
Em 1983, ele mudou legalmente o seu nome de Warren para Blasio-Wilhelm. Em 1990, ele estava usando o nome de "Bill de Blasio", quando explicou que usava "Bill" ou "Billy" em sua vida pessoal.
De Blasio obteve um B.A da Universidade de Nova Iorque com especialização em Estudos da Metrópole, um programa de estudos urbanos, com cursos como política para grupos minoritários e experiência com a classe trabalhadora, e um mestrado em Assuntos Internacionais pela Escola de Assuntos Públicos e Internacionais da Universidade de Columbia. Em 1981, ele recebeu a competitiva e prestigiada bolsa de estudos Harry S. Truman.

## Início da carreira política

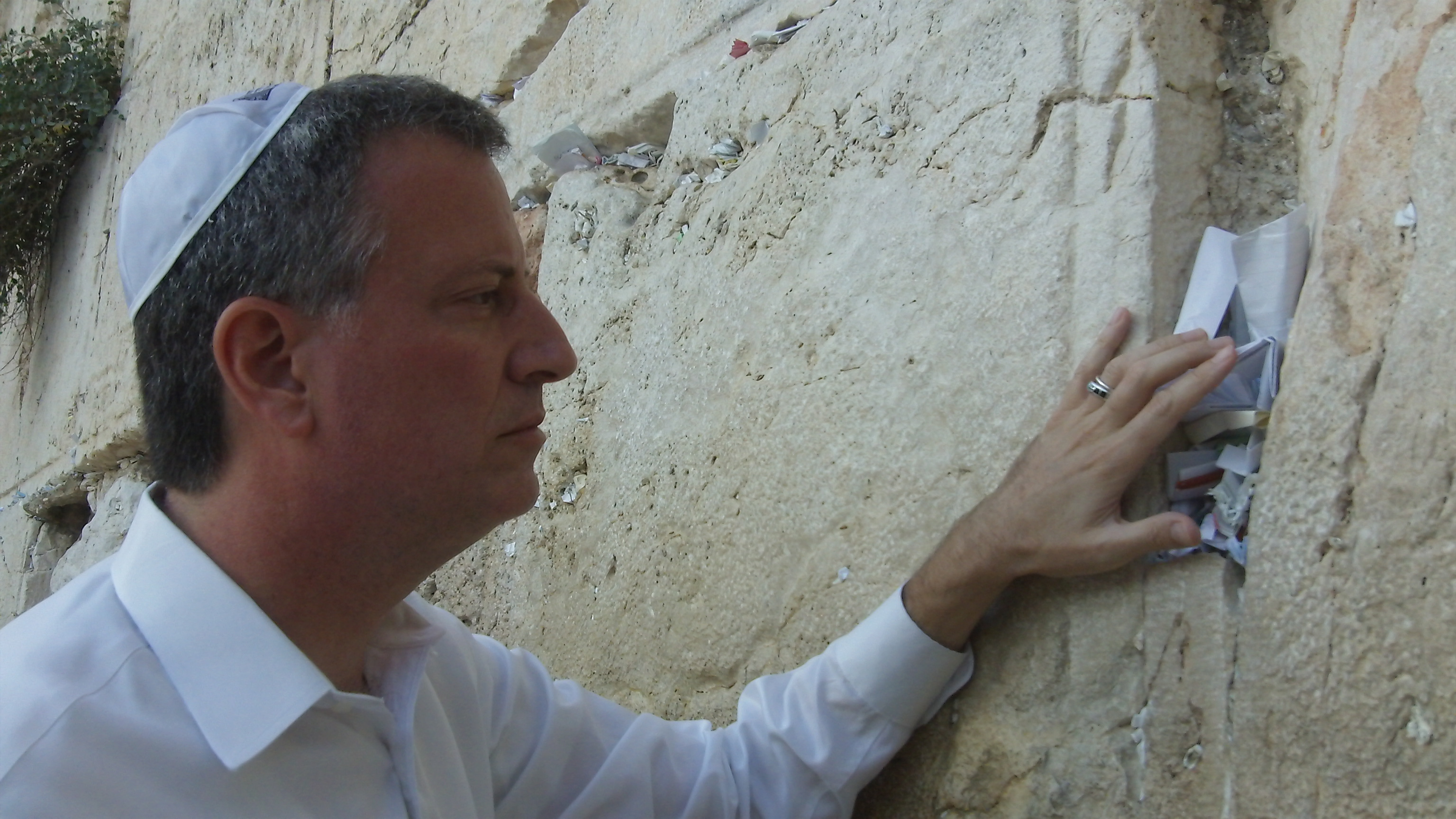
Em Jerusalém no ano de 2011.

O primeiro trabalho de De Blasio fazia parte do programa urbano do departamento de justiça de Nova York para menores em 1984. Em 1987, pouco depois de concluir a pós-graduação na Universidade de Columbia, de Blasio foi contratado para trabalhar como organizador político pelo Centro Quixote, em Maryland. Em 1988, de Blasio viajou com o Centro Quixote para a Nicarágua durante 10 dias para ajudar a distribuir alimentos e medicamentos durante a revolução nicaragüense. De Blasio foi um ardente defensor do governo sandinista, que naquela época era oposição do governo Reagan.
Depois de voltar da Nicarágua, de Blasio se mudou para Nova York, onde trabalhou para uma organização sem fins lucrativos com foco na melhoria dos cuidados de saúde na América Central. De Blasio continuou a apoiar os sandinistas em seu tempo livre, entrando em um grupo chamado Rede de Solidariedade pela Nicarágua da Grande Nova Iorque, que realizava reuniões e angariações de fundos para o partido político Sandinista. A entrada de de Blasio na política municipal veio em 1989, quando ele foi coordenador voluntário da campanha para prefeito de David Dinkins. Após a campanha, de Blasio atuou como assessor na Prefeitura.
Em 1997, ele foi nomeado pela administração do presidente Bill Clinton para atuar como diretor regional do Departamento da Habitação e Desenvolvimento Urbano para Nova York e Nova Jersey. Em 1999, foi eleito membro do Conselho Escolar Comunitário. Ele foi escolhido como gerente da campanha de Hillary Rodham Clinton para o Senado em 2000.

## Eleição para prefeito
Em 27 de janeiro de 2013, de Blasio anunciou sua candidatura para prefeito de Nova York na eleição de 2013.